# Director of photography

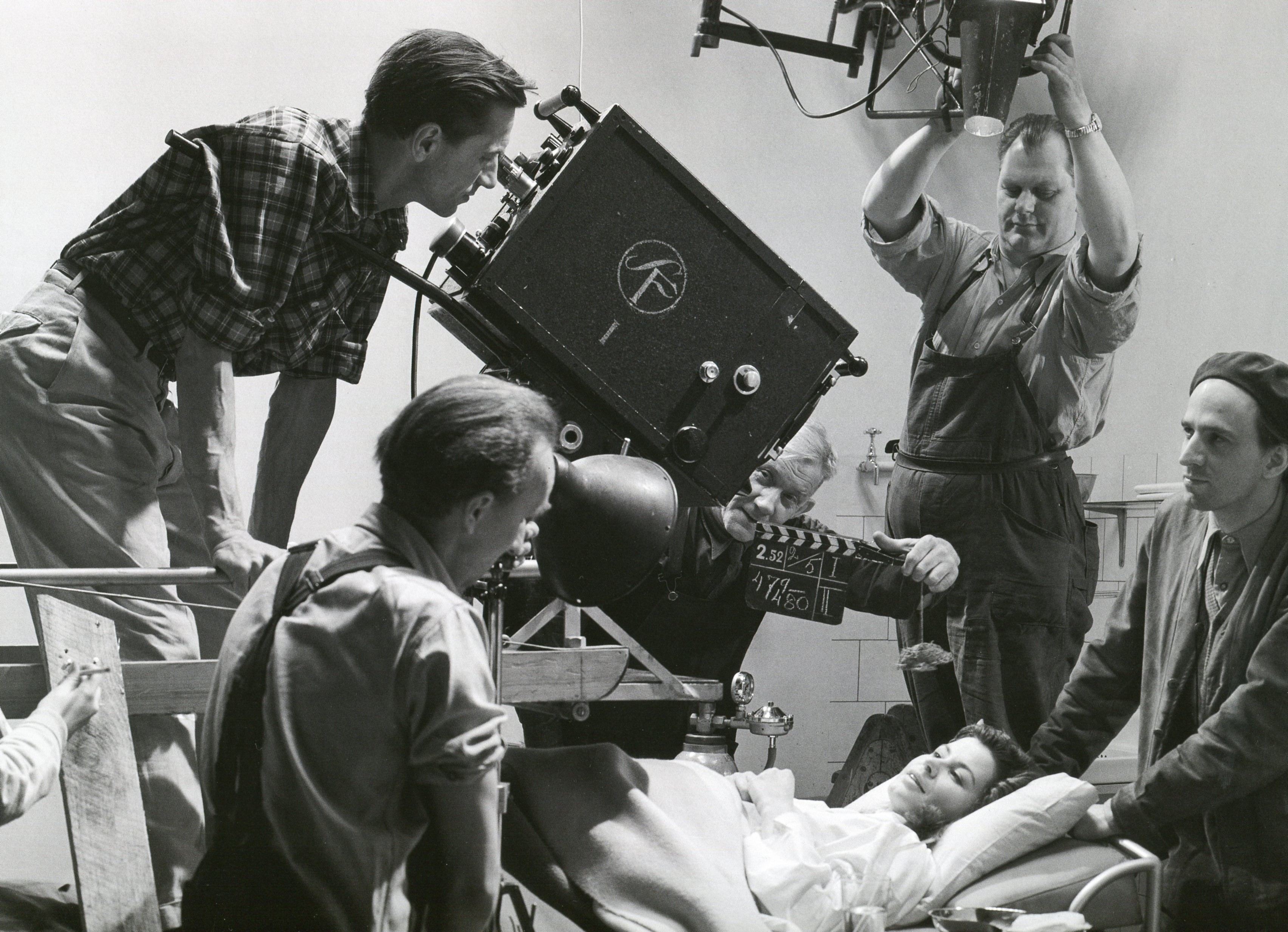
Gunnar Fischer, links achter de camera, belicht Maj-Britt Nilsson, terwijl regisseur Ingmar Bergman, rechts met de baret, toekijkt voor The Waiting Women in 1952.

Een director of photography (vaak afgekort tot DoP) maakt de creatieve en technische vertaalslag van een filmscenario naar het filmbeeld op een bioscoopdoek en draagt de totale verantwoordelijkheid over het gehele fotografische proces. In Nederland is deze beroepsgroep verenigd in de Netherlands Society of Cinematographers (NSC).
Tijdens de opnameperiode van een film werkt de director of photography zeer nauw samen met de regisseur en de production designer. De director of photography is betrokken bij alle stadia van een speelfilmproductie: preproductie, storyboard, locatiescouting (bij exterieurscènes), opname en postproductie.
De director of photography staat aan het hoofd van het cameradepartement. Deze afdeling bestaat uit zijn directe medewerkers met hun specifieke kennis van camera-, grip-, en lichtapparatuur.
De belangrijkste taak van de director of photography ligt op de filmset. Daar creëert hij door middel van licht, lenzen en cameravoering een beeld dat het verhaal en de visie van de regisseur ondersteunt.
Bij de afwerking van de film bepaalt de director of photography onder meer het laboratoriumprocedé dat toegepast zal worden, of de manier waarop de kleurcorrectie zal gaan plaatsvinden.
De relatie van director of photography ten opzichte van de regisseur kan verschillen; in sommige situaties heeft de director of photography volledige vrijheid, in andere gevallen neemt de regisseur meer beslissingen met betrekking tot camerastandpunten en lenskeuze. Wanneer de director of photography en regisseur op elkaar zijn ingewerkt, gaat dat vanzelf en weten beiden wat ze van elkaar kunnen verwachten.
Sommige directors of photography zijn zelf regisseur geworden, zoals Jan de Bont, die director of photography was bij producties als Die Hard en Basic Instinct, maar later Speed en Twister regisseerde.
De documentaire Visions of Light (1992) illustreert wat er van een director of photography wordt verwacht.